# Soudain l'été dernier (film)
Pour plus de détails, voir Fiche technique et Distribution.
Soudain l’été dernier (Suddenly, Last Summer) est un film américain réalisé par Joseph L. Mankiewicz, sorti en 1959, adapté de la pièce de théâtre de Tennessee Williams.

## Synopsis
Le docteur Cukrowicz est un jeune neuro-chirurgien : il travaille dans un sinistre asile public d'aliénés en manque de fonds, et s'est fait connaître en expérimentant la lobotomie. 
Violette Venable, richissime veuve, le fait venir dans sa demeure exotique de La Nouvelle-Orléans. Son fils Sebastian est mort en Europe l’été précédent. Sa nièce Catherine, qui a assisté à sa mort, est soudain devenue folle. Violette Venable pense qu’une lobotomie (opération délicate) pourrait l’aider à retrouver la raison. Elle laisse entendre à Cukrowicz que, s’il opère Catherine, elle fera une donation importante à son hôpital.
Se méfiant des motivations de Mrs. Venable — très laconique quant aux circonstances exacte du décès de Sebastian — le docteur examine Catherine, internée jusque-là dans un établissement privé sordide, tenu par des religieuses. Il la trouve saine d’esprit, sauf lorsque l’on évoque les circonstances du décès de Sebastian. Elle est alors la proie d’hallucinations hystériques, à caractère obscène. Il la fait transférer dans son hôpital psychiatrique. Peu à peu, des indices de la vérité se font jour. Sebastian, esthète, poète amateur, prédateur homosexuel, s’est servi pendant des années de sa mère comme « appât », pour attirer des jeunes gens. L'été précédent, cette dernière étant devenue trop vieille, il l'a remplacée par Catherine, avec qui il est parti en vacances.
Le docteur tente alors une expérience destinée à faire remonter à la surface les circonstances de la mort de Sébastian. Il organise cette scène décisive dans la demeure de Mrs. Venable, et en sa présence. Sous l’effet d’un sérum de vérité, le délire de Catherine devient un récit cohérent et la vérité éclate au grand jour dans toute son horreur : lors des dernières vacances, en Espagne, Sebastian a été entouré, puis poursuivi, mis en pièces et dévoré vivant par une bande de jeunes mendiants, dans les ruines d’un « temple païen ». La révélation de ce souvenir refoulé ramène Catherine à la raison, mais cause un tel choc à Mrs. Venable qu'elle bascule alors dans un monde imaginaire.

## Fiche technique
- Titre : Soudain l’été dernier
- Titre original : Suddenly, Last Summer
- Réalisation : Joseph L. Mankiewicz
- Scénario : Joseph L. Mankiewicz et Gore Vidal d’après la pièce Soudain l’été dernier de Tennessee Williams
- Production : Sam Spiegel
- Société de production : Horizon Pictures et Columbia Pictures
- Musique : Malcolm Arnold et Buxton Orr
- Photographie : Jack Hildyard
- Costumes : Jean Louis, Norman Hartnell et Oliver Messel (non crédité)
- Montage : William Hornbeck et Thomas Stanford
- Pays d’origine : États-Unis
- Langue : anglais
- Budget de production : 2,5 millions de dollars
- Recettes : 13 millions de dollars
- Format : Noir et blanc - 1,85:1 - Mono - 35 mm (Westrex Recording System)
- Genre : Drame
- Durée : 114 minutes
- Date de sortie : 
  - États-Unis : 22 décembre 1959
  - France : 23 mars 1960

## Distribution
- Elizabeth Taylor (VF : Claude Winter) : Catherine Holly
- Katharine Hepburn (VF : Claire Guibert) : Violet Venable (VF : Valerie Venable)
- Montgomery Clift (VF : Hubert Noël) : le docteur Cukrowicz
- Albert Dekker (VF : Serge Nadaud) : le docteur Lawrence J. Hockstader
- Mercedes McCambridge (VF : Nicole Riche) : Grace Holly, mère de Catherine et George
- Gary Raymond (VF : Jean-Pierre Duclos) : George Holly, frère de Catherine
- Mavis Villiers (VF : Lita Recio) : miss Foxhill
- Patricia Marmont : l’infirmière Benson
- Joan Young (VF : Hélène Tossy) : sœur Félicité
- Maria Britneva : Lucy
- Sheila Robbins : la secrétaire du docteur Hockstader
- David Cameron (VF : Michel Gudin) : le jeune interne

## Analyse
(mars 2016).
Si vous disposez d'ouvrages ou d'articles de référence ou si vous connaissez des sites web de qualité traitant du thème abordé ici, merci de compléter l'article en donnant les références utiles à sa vérifiabilité et en les liant à la section « Notes et références ».

### Les bébés tortues et le prédateur
Ce film nous montre deux célèbres actrices : Katharine Hepburn, la vieille, la prédatrice, et Elizabeth Taylor, la jeune, la victime. 
Peu d’actrices auraient pu incarner Violette Venable à la hauteur de Katharine Hepburn. Celle-ci montrera son talent quand elle évoque — lors de la visite du docteur — le spectacle que son fils lui avait décrit : les jeunes tortues à peine nées, qui courent vers la mer, tandis qu'elles sont dévorées vivantes par les oiseaux prédateurs. Derrière cette évocation, c'est la sexualité prédatrice de Sebastian qui est symboliquement suggérée. Celui-ci se sert de son argent et de sa mère (et plus tard de sa cousine) pour séduire des jeunes hommes pauvres. Sebastian, vêtu de blanc, évolue dans un monde où sa notoriété lui laisse penser qu’il a le droit de « consommer » à sa guise des jeunes gens, que cet ordre du puissant sur le faible justifie à lui seul ses actes. Sa mère, Violette Venable, à travers le récit des tortues, adopte ce point de vue.
Violette est malade de son obstination inconsciente à ne pas voir son fils tel qu'il est. Elle se réfugie dans un monde floral (un éden de pureté où le souvenir de son fils, idéalisé, représente une sorte de divinité régnant sur ce « monde ») et s'obstine à vouloir faire « soigner » Catherine, sa nièce, incarnée par Elizabeth Taylor qui a vu Sebastian tel qu'il était. Violette occulte la déviance de son fils (et la sienne) et se convainc que c'est sa nièce, à l’état psychologique très perturbé, qui a des hallucinations et qui est malade. Violette se refuse à croire aux actes de son fils, elle se refuse à accepter sa mort, et se refuse à voir son homosexualité et ses pratiques prédatrices et à assumer son désir incestueux. Violette refuse également de vieillir, Sebastian se servait d’elle pour attirer de jeunes garçons, mais bientôt, le jouet de Sebastian a vieilli et ne fait plus assez d’effet. Dès lors, Catherine prend la place de Violette comme « appât ». Violette Venable comprend alors que son fils ne la désire (indirectement) plus, Catherine devient, par conséquent, la rivale (à éliminer). Lui, bien sûr, ne voit pas les choses de cette façon, seule la prédation sur des jeunes hommes compte. 
Face à Katharine Hepburn, Elizabeth Taylor joue le rôle de la jeune, belle et innocente victime. Apparemment "folle", elle semble condamnée à une lobotomie que le « happy end » du film lui évitera.
Sur ce sujet complexe et terriblement audacieux, Joseph L. Mankiewicz, comme à son habitude, réalise un film psychanalytique très intelligent. Il sème ici et là des indices, autant de pièces de puzzle, qui s'assemblent à la fin. La symbolique dominante est celle du prédateur, des jeunes dévorés, et de la plage. À la fin du film, ceux qui tueront Sebastian le poursuivent hors de la plage (comme les jeunes tortues) ; mais si les tortues fuient vers la mer, Sebastian part de la plage vers le sommet d'une colline. Et, comme les jeunes tortues, Sebastian finit dévoré mais par de jeunes gens. Dernière évocation symbolique au prédateur, la station balnéaire espagnole où Sebastian meurt est dénommée pertinemment « Cabeza de Lobo » (littéralement « tête de loup »). 
Il y a aussi une inversion symbolique des situations : le prédateur au début du film est dévoré à la fin ; Violette, « saine d'esprit » au début du film devient folle à la fin, tandis que Catherine fait le chemin inverse.